# Waljanzina Kaminskaja
Waljanzina Kaminskaja (belarussisch Валянціна Камінская; ukrainisch Валентина Камінська / Walentina Kaminska; * 5. September 1987 in Mahiljou, Weißrussische Sozialistische Sowjetrepublik, Sowjetunion) ist eine belarussische bzw. ukrainische Skilangläuferin. 

## Werdegang
Kaminskaja nimmt seit 2006 an Wettbewerben der Fédération Internationale de Ski teil. Seit 2008 tritt sie vorwiegend beim Eastern Europe Cup an. Ihr erstes Weltcuprennen lief sie im Februar 2012 in Moskau, welches sie mit dem 38. Platz im Sprint beendete. Bei den nordischen Skiweltmeisterschaften 2013 im Val di Fiemme erreichte sie den 45. Platz im Sprint und den 17. Rang im Teamsprint. Im Sommer 2013 startete sie im Rollerski-Weltcup. Dabei belegte sie den achten Platz in der Gesamtwertung. Bei den Rollerski-Weltmeisterschaften 2013 in Bad Peterstal gewann sie Silber über 15 km Freistil. Bei den Olympischen Winterspielen 2014 in Sotschi belegte sie den 46. Platz im Sprint. 2013 und 2014 wurde sie weißrussische Skilanglaufmeisterin in der Disziplin Sprint. Im Sommer 2015 errang sie im Rollerski-Weltcup dreimal den dritten und einmal den zweiten Platz und errang damit den dritten Platz in der Gesamtwertung. Bei den Rollerski-Weltmeisterschaften 2015 im Fleimstal wurde sie Achte im Sprint und Siebte im Berglauf. Im November 2015 kam sie auf den 76. Platz bei der Nordic Opening in Ruka. Ihre besten Platzierungen bei den Olympischen Winterspielen 2018 in Pyeongchang waren der 45. Platz im 30-km-Massenstartrennen und der 14. Rang mit der Staffel. Anfang April 2018 gewann sie den Murmansk Skimarathon über 50 km klassisch. 
Seit der Saison 2018/19 startet sie für die Ukraine. Bei den nordischen Skiweltmeisterschaften 2019 in Seefeld in Tirol lief sie auf den 66. Platz im Sprint, auf den 63. Rang über 10 km klassisch und jeweils auf den 17. Platz im Teamsprint und mit der Staffel. In der Saison 2020/21 errang sie den 61. Platz beim Ruka Triple und holte sie in Lahti mit dem 11. Platz mit der Staffel ihre ersten Weltcuppunkte. Ihre besten Platzierungen bei den nordischen Skiweltmeisterschaften 2021 in Oberstdorf waren der 42. Platz im 30-km-Massenstartrennen und der 13. Rang mit der Staffel. Bei den Olympischen Winterspielen 2022 in Peking belegte sie den 79. Platz über 10 km klassisch, den 70. Rang im Sprint und den 18. Platz mit der Staffel. Nach einer positiven Dopingkontrolle auf das Steroide Epiandrosterone und Heptaminol wurde sie nachträglich disqualifiziert und gesperrt.

## Siege bei Continental-Cup-Rennen
| Nr. | Datum             | Ort                     | Disziplin        | Serie    |
| --- | ----------------- | ----------------------- | ---------------- | -------- |
| 1.  | 14. Dezember 2012 | St. Ulrich am Pillersee | Sprint klassisch | Alpencup |

## Teilnahmen an Weltmeisterschaften und Olympischen Winterspielen

### Olympische Spiele
- 2014 Sotschi: 46. Platz Sprint Freistil
- 2018 Pyeongchang: 14. Platz Staffel, 45. Platz 30 km klassisch Massenstart, 47. Platz Sprint klassisch, 70. Platz 10 km Freistil
- 2022 Peking: DSQ Staffel, DSQ Sprint Freistil, DSQ 10 km klassisch

### Nordische Skiweltmeisterschaften
- 2013 Val di Fiemme: 17. Platz Teamsprint Freistil, 45. Platz Sprint klassisch
- 2019 Seefeld in Tirol: 17. Platz Staffel, 17. Platz Teamsprint klassisch, 60. Platz Sprint Freistil, 63. Platz 10 km klassisch
- 2021 Oberstdorf: 13. Platz Staffel, 18. Platz Teamsprint Freistil, 42. Platz 30 km klassisch Massenstart, 46. Platz 15 km Skiathlon, 59. Platz 10 km Freistil, 66. Platz Sprint klassisch